# Craig Redmond
Pour les articles homonymes, voir Redmond.
Craig Sanford Redmond (né le 22 septembre 1965 à Dawson Creek, dans la province de la Colombie-Britannique au Canada) est un joueur professionnel retraité de hockey sur glace ayant évolué à la position de défenseur.

## Carrière
Après deux saisons avec les Flyers d'Abbotsford de la Ligue de hockey de la Colombie-Britannique, Redmond rejoint pour une saison les Pioneers de Denver, club universitaire évoluant dans la division Western Collegiate Hockey Association du championnat de la NCAA. Il rejoint par la suite pour la saison 1983-84 l'équipe nationale du Canada et prend part avec eux aux Jeux olympiques de 1984.
Réclamé par les Kings de Los Angeles qui font de lui le sixième choix au total du repêchage de 1984 de la Ligue nationale de hockey, Redmond devient dès la saison suivante joueur professionnel et rejoint les Kings avec qui il obtient 39 points en 79 rencontres.
Après s'être aligné pour le Canada à l'occasion du championnat du monde de 1986, le défenseur voit sa saison 1986-1987 être amputé en raison d'une blessure alors qu'il n'a disputé que seize rencontres.
Redmond commence la saison suivante avec les Kings mais lorsque ceux-ci décident de le céder à leur filiale de la Ligue américaine de hockey les Nighthawks de New Haven, le défenseur refuse de s'y rapporter et se voit être suspendu par l'équipe pour le reste de la saison.
Échangé par les Kings au début de la saison 1988-1989 aux Rangers de New York, Redmond rejoint alors le club-école de ces derniers dans la ligue internationale de hockey, les Rangers de Denver. Il ne dispute cependant que dix rencontres avec eux avant d'être réclamé au ballotage par les Oilers d'Edmonton.
Au terme de cette saison, il annonce une première fois son retrait de la compétition puis revient au jeu six années plus tard pour la saison 1995-1996 qu'il partage entre les Oilers du Cap-Breton de la LAH et les Knights d'Atlanta de la LIH avant de se retirer définitivement de la compétition.

## Statistiques

### Statistiques en club
| Saison     | Équipe                     | Ligue      |     | Saison régulière | Saison régulière | Saison régulière | Saison régulière | Saison régulière |   | Séries éliminatoires | Séries éliminatoires | Séries éliminatoires | Séries éliminatoires | Séries éliminatoires |
| Saison     | Équipe                     | Ligue      | PJ  | B                | A                | Pts              | Pun              | PJ               | B | A                    | Pts                  | Pun                  |                      |                      |
| 1980-1981  | Flyers d'Abbotsford        | LHCB       | 40  | 15               | 22               | 37               | --               |                  |   |                      |                      |                      |                      |                      |
| 1981-1982  | Flyers d'Abbotsford        | LHCB       | 45  | 30               | 76               | 106              | 41               |                  |   |                      |                      |                      |                      |                      |
| 1982-1983  | Pioneers de Denver         | WCHA       | 34  | 16               | 38               | 54               | 44               |                  |   |                      |                      |                      |                      |                      |
| 1983-1984  | Équipe nationale du Canada | Int.       | 55  | 10               | 11               | 21               | 38               |                  |   |                      |                      |                      |                      |                      |
| 1984-1985  | Kings de Los Angeles       | LNH        | 79  | 6                | 33               | 39               | 57               | 3                | 1 | 0                    | 1                    | 2                    |                      |                      |
| 1985-1986  | Kings de Los Angeles       | LNH        | 73  | 6                | 18               | 24               | 57               |                  |   |                      |                      |                      |                      |                      |
| 1986-1987  | Kings de Los Angeles       | LNH        | 16  | 1                | 7                | 8                | 8                |                  |   |                      |                      |                      |                      |                      |
| 1986-1987  | Nighthawks de New Haven    | LAH        | 5   | 2                | 2                | 4                | 6                |                  |   |                      |                      |                      |                      |                      |
| 1987-1988  | Kings de Los Angeles       | LNH        | 2   | 0                | 0                | 0                | 0                |                  |   |                      |                      |                      |                      |                      |
| 1987-1988  | Nighthawks de New Haven    | LAH        | 0   | 0                | 0                | 0                | 0                |                  |   |                      |                      |                      |                      |                      |
| 1988-1989  | Rangers de Denver          | LIH        | 10  | 0                | 13               | 13               | 6                |                  |   |                      |                      |                      |                      |                      |
| 1988-1989  | Oilers d'Edmonton          | LNH        | 21  | 3                | 10               | 13               | 12               |                  |   |                      |                      |                      |                      |                      |
| 1988-1989  | Oilers du Cap-Breton       | LAH        | 44  | 13               | 22               | 35               | 28               |                  |   |                      |                      |                      |                      |                      |
| 1995-1996  | Oilers du Cap-Breton       | LAH        | 43  | 2                | 18               | 20               | 80               |                  |   |                      |                      |                      |                      |                      |
| 1995-1996  | Knights d'Atlanta          | LIH        | 25  | 0                | 5                | 5                | 18               | 3                | 0 | 1                    | 1                    | 0                    |                      |                      |
| Totaux LNH | Totaux LNH                 | Totaux LNH | 191 | 16               | 68               | 84               | 134              | 3                | 1 | 0                    | 1                    | 2                    |                      |                      |

### Statistiques en équipe nationale
| Année | Équipe | Compétition          |    | PJ | B | A | Pts | Pun                |  | Résultat |
| 1984  | Canada | Jeux olympiques      | 7  | 2  | 0 | 2 | 4   | 4e place           |  |          |
| 1986  | Canada | Championnat du monde | 10 | 3  | 2 | 5 | 16  | Médaille de bronze |  |          |

## Honneurs et trophées
Western Collegiate Hockey Association
- Nommé la recrue de l'année en 1983.

## Transactions en carrière
- Repêchage 1984 : réclamé par les Kings de Los Angeles (1er choix de l'équipe, 6e au total).
- 15 octobre 1987 : suspendu pour la saison par les Kings pour avoir refusé de se rapporter aux Nighthawks de New Haven.
- 10 août 1988 : échangé par les Kings aux Oilers d'Edmonton en retour de John Miner.
- 3 octobre 1988 : réclamé aux ballotage d'entrée par les Rangers de New York.
- 1er novembre 1988 : réclamé aux ballotage par les Oilers d'Edmonton.

## Parentés dans le sport
Il est le cousin de Mickey et Dick Redmond, tous deux anciens joueurs de la Ligue nationale de hockey.